# Dobra Voda (Benkovac)
Dobra Voda falu Horvátországban Zára megyében. Közigazgatásilag Benkovachoz tartozik.

## Fekvése
Zárától légvonalban 39, közúton 51 km-re délkeletre, községközpontjától légvonalban 12, közúton 15 km-re délre Dalmácia északi részén, Ravni kotar területén, Vrána északkeleti szomszédságában, a Zágráb-Split autópálya közelében fekszik. A falutól északkeletre folyik a Dobra Voda-patak, melyet az azonos nevű forrás táplál és amelyről a falu is a nevét kapta. A falut tölgy- és gyertyánfákból álló erdők, bokros és füves területek övezik. A közelében található a Vránai-tó partvidéke természetvédelmi terület.

## Története
Dobra Voda nagyon régi település. Az írásos források közül az azóta kihalt Šušnja falu határleírása említi először 1390-ben, de ennél valószínűleg sokkal régebbi. A kora középkori Dobra Voda Szent Jeromos templomának és temetőjének maradványai ma is láthatók a településtől északkeletre a Dobra Voda forrása közelében. A Vrána Természetvédelmi  Park turistatérképén régészeti lelőhelyként van megjelölve. 1396-ban egy másik fennmaradt dokumentum már Dobra Voda határát írja le, amely akkor a skradini püspökséghez tartozott. 1402-ben az ostrovicai grófsághoz tartozott. A 14. és a 15. században a horvát Prklja nemzetségnek volt itt birtoka. 1409-től, miután Velence Dalmáciát megszerezte a Magyar Királyság és a Velencei Köztársaság határvidékén feküdt. Vrána igazgatása alá tartozott. 1479-ben a Keglević család birtoka volt. 1929-ben a falu területén 38 darab, 1471 és 1521 között veretett, a dózse képmását ábrázoló velencei ezüstpénzt találtak. A leletet a spliti régészeti múzeum vásárolta meg a megtalálójától, de mára nyoma veszett. A pénz feltehetőleg egy itt szolgált katona zsoldja volt és egy török betörés idején rejtették el. A feljegyzések szerint az első török rablótámadás 1506-ban érte a falut és a fosztogatások egészen a 17. század végéig hozzátartoztak az itteniek életéhez. 1527-ben a környező településekkel együtt elfoglalta a török. 1636-ban Dobra Vodának mintegy négyszáz katolikus lakosa volt. A török uralom 1683-ig tartott, amikor hosszú felszabadító harcok után a megszállókat elűzték. A folyamatos háborúskodások hatására azonban 1709-re a lakosság négy családra csökkent. 1797-ig a Velencei Köztársaság része volt. Miután a francia seregek felszámolták a Velencei Köztársaságot és a campo formiói béke értelmében osztrák csapatok szállták meg. 1806-ban a pozsonyi béke alapján az Első Francia Császárság Illír Tartományának része lett. 1815-ben a bécsi kongresszus újra Ausztriának adta, amely a Dalmát Királyság részeként Zárából igazgatta 1918-ig. A településnek 1857-ben 46, 1910-ben 85 lakosa volt. A III. osztrák-magyar katonai felmérés térképe a falut Babić néven jelzi, melyet az alapján kapott, hogy a legtöbb család ezt a vezetéknevet viselte a faluban. Az első világháború után előbb a Szerb-Horvát-Szlovén Királyság, majd Jugoszlávia része lett. A második világháború idején 1941-ben a szomszédos településekkel együtt Olaszország fennhatósága alá került. Az 1943. szeptemberi olasz kapituláció után visszatért Horvátországhoz, majd újra Jugoszlávia része lett. 1991-ben lakosságának 98 százaléka horvát nemzetiségű volt. A délszláv háború idején a horvát kézen maradt területek határára esett. A háború során megrongálódott iskolaépületet később helyreállították. A településnek 2011-ben 113 lakosa volt, akik főként mezőgazdasággal és állattartással foglalkoztak.

## Lakosság

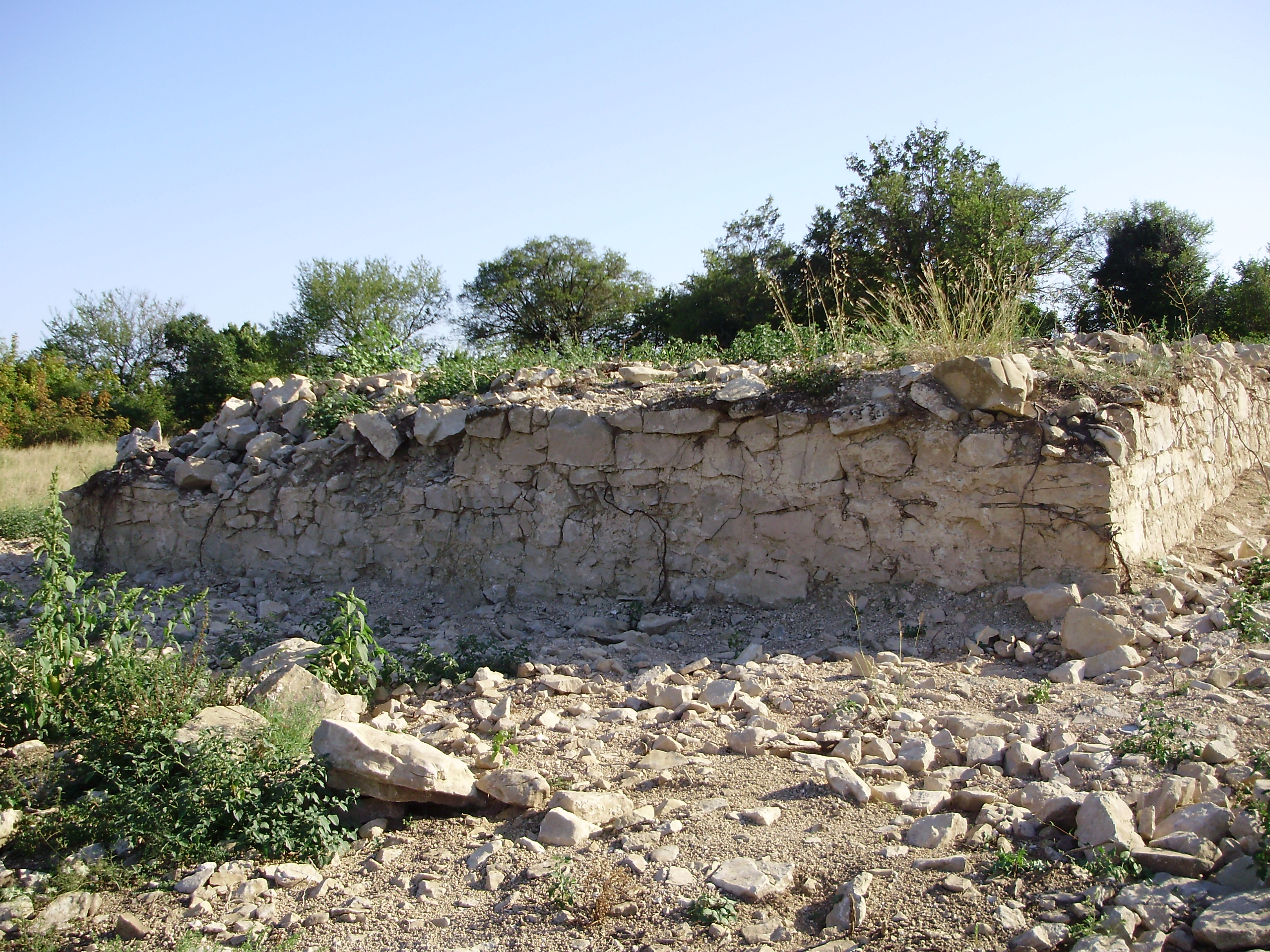
A Szent Jeromos templom romjai

| Lakosság változása | Lakosság változása | Lakosság változása | Lakosság változása | Lakosság változása | Lakosság változása | Lakosság változása | Lakosság változása | Lakosság változása | Lakosság változása | Lakosság változása | Lakosság változása | Lakosság változása | Lakosság változása | Lakosság változása | Lakosság változása |
| ------------------ | ------------------ | ------------------ | ------------------ | ------------------ | ------------------ | ------------------ | ------------------ | ------------------ | ------------------ | ------------------ | ------------------ | ------------------ | ------------------ | ------------------ | ------------------ |
| 1857               | 1869               | 1880               | 1890               | 1900               | 1910               | 1921               | 1931               | 1948               | 1953               | 1961               | 1971               | 1981               | 1991               | 2001               | 2011               |
| 46                 | 0                  | 49                 | 47                 | 43                 | 85                 | 0                  | 0                  | 160                | 187                | 201                | 197                | 198                | 171                | 114                | 113                |

## Nevezetességei
- Szent Jeromos tiszteletére szentelt középkori templomának romjai a falutól 800 méterre északkeletre a Dobra Voda forrása közelében találhatók.
- Mihály arkangyal tiszteletére szentelt templomát 1988-ban kezdték építeni és 2003-ban fejezték be. Ivan Prenđa zárai érsek szentelte fel 2003. december 13-án. A templom egyhajós, harangtornyában  két harang található. A falu temploma és hívei a radošinovci Szent Antal plébániához tartoznak. A délszláv háború után a Radošinovcira menő út mellett új temetőt létesítettek.

## Fordítás
Ez a szócikk részben vagy egészben  a   Dobra Voda (Benkovac) című horvát Wikipédia-szócikk ezen változatának fordításán alapul.  Az eredeti cikk szerkesztőit annak laptörténete sorolja fel. Ez a jelzés csupán a megfogalmazás eredetét és a szerzői jogokat jelzi, nem szolgál a cikkben szereplő információk forrásmegjelöléseként.